# Basilique Notre-Dame-des-Anges de Cartago
Pour les articles homonymes, voir Notre-Dame-des-Anges (homonymie) et Basilique Notre-Dame.
La basilique Notre-Dame-des-Anges de Cartago est une église de la ville de Cartago au Costa Rica, à laquelle l’Église catholique donne les statuts de basilique mineure, et depuis 2001 de sanctuaire national.
Elle se trouve à l’endroit où, selon la tradition, Juana Pereira, du quartier marginal connu comme la Puebla de los Pardos, a trouvé en 1635 une statue en pierre de la Vierge des Anges, à laquelle la population a très vite attribué des nombreux miracles.
À l'endroit s'est bâtie une petite chapelle, sur laquelle se sont progressivement superposées au fur et à mesure des années des constructions d'une plus grande solidité et capacité. L’église est élevée au rang de basilique mineure pendant l’évêché de monseigneur Anselmo Llorente y Lafuente.
Le grand tremblement de terre de Cartago du 4 mai 1910 a ruiné l'église, qui a été remplacée peu d'années après par le bâtiment actuel de dimensions considérables pour l'époque au Costa Rica. 
De style byzantin, l'œuvre est due à l'architecte Lluis Llach. La reconstruction commença en 1912 et l’endroit est actuellement le principal centre de pèlerinage religieux du Costa Rica, à cause des festivités de la Vierge des Anges, tous les 2 août.

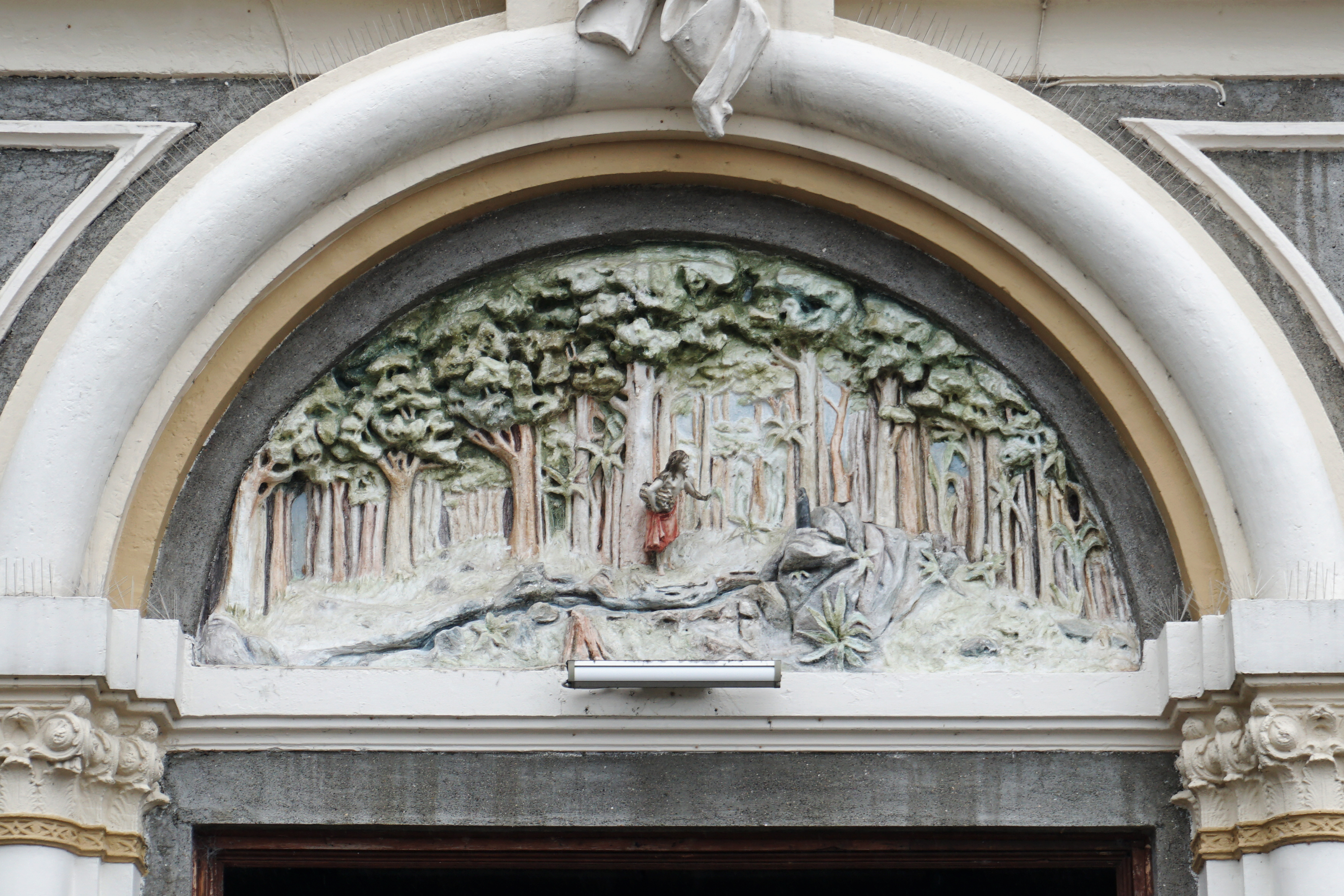
Linteau de l'entrée principale de la basilique Notre-Dame-des-Anges montrant l'apparition de l'image de la Vierge devant Juana Pereira.
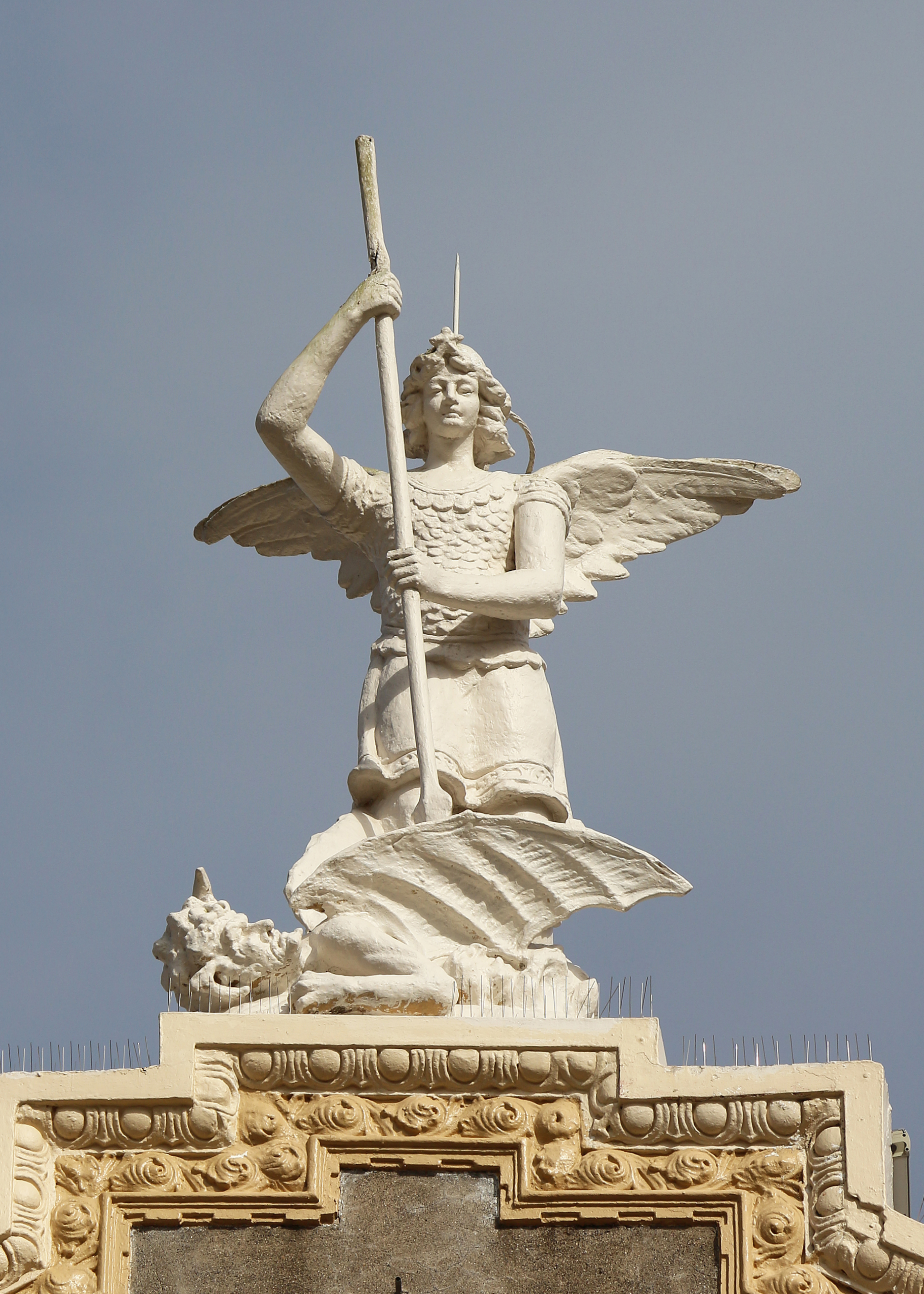
Statue au sommet de la basilique
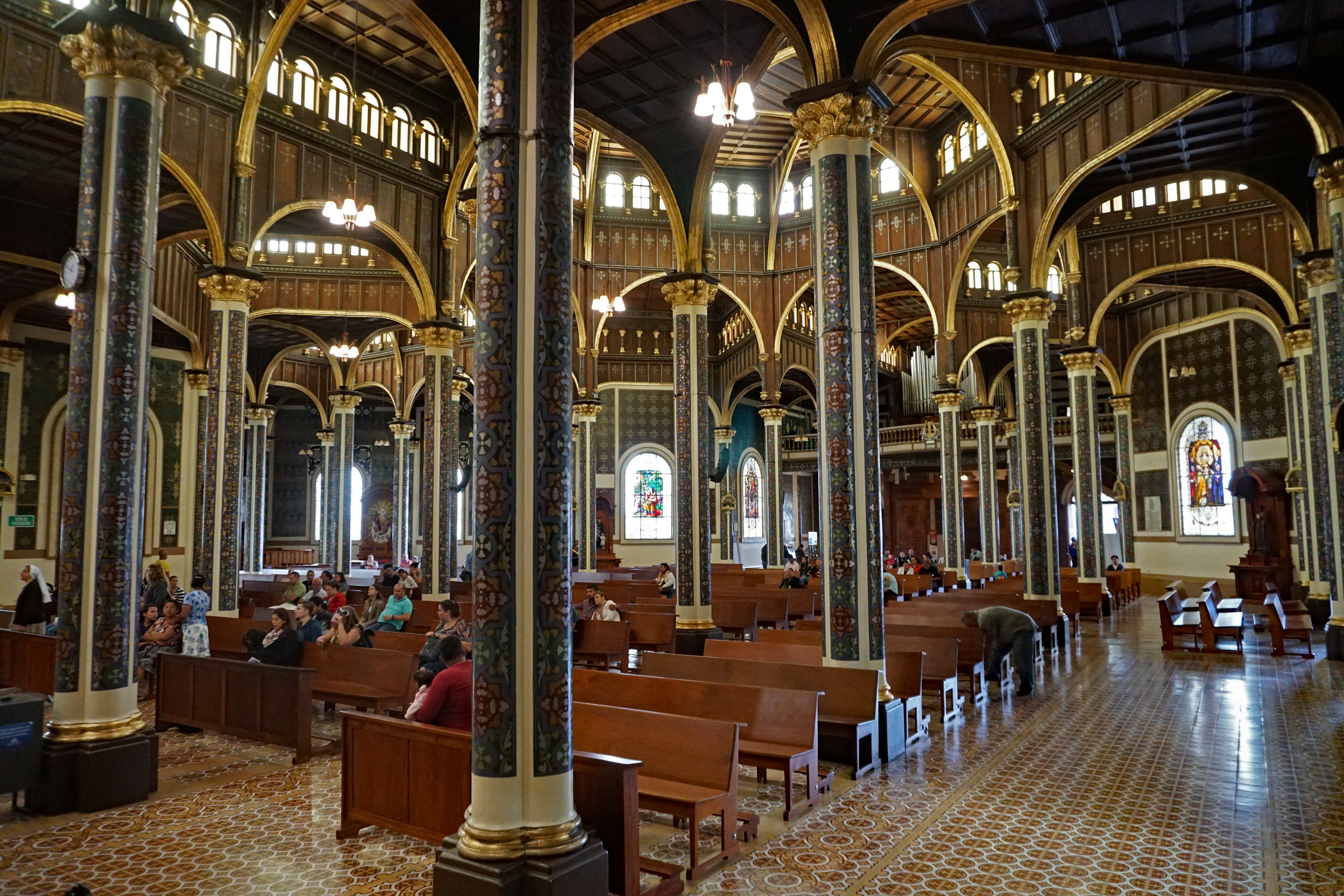
Vue de l'intérieur de la basilique.
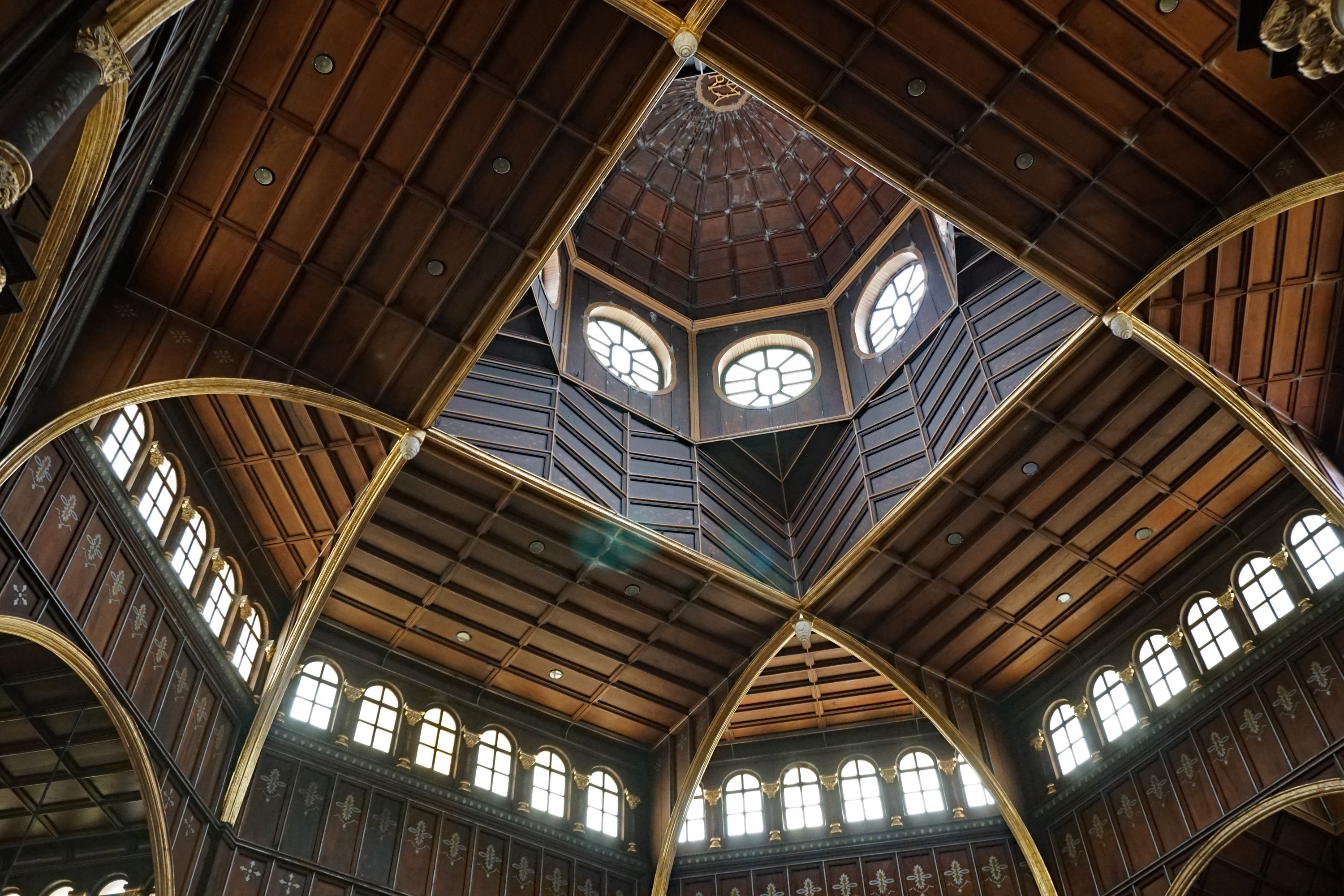
Vue sous le dôme.
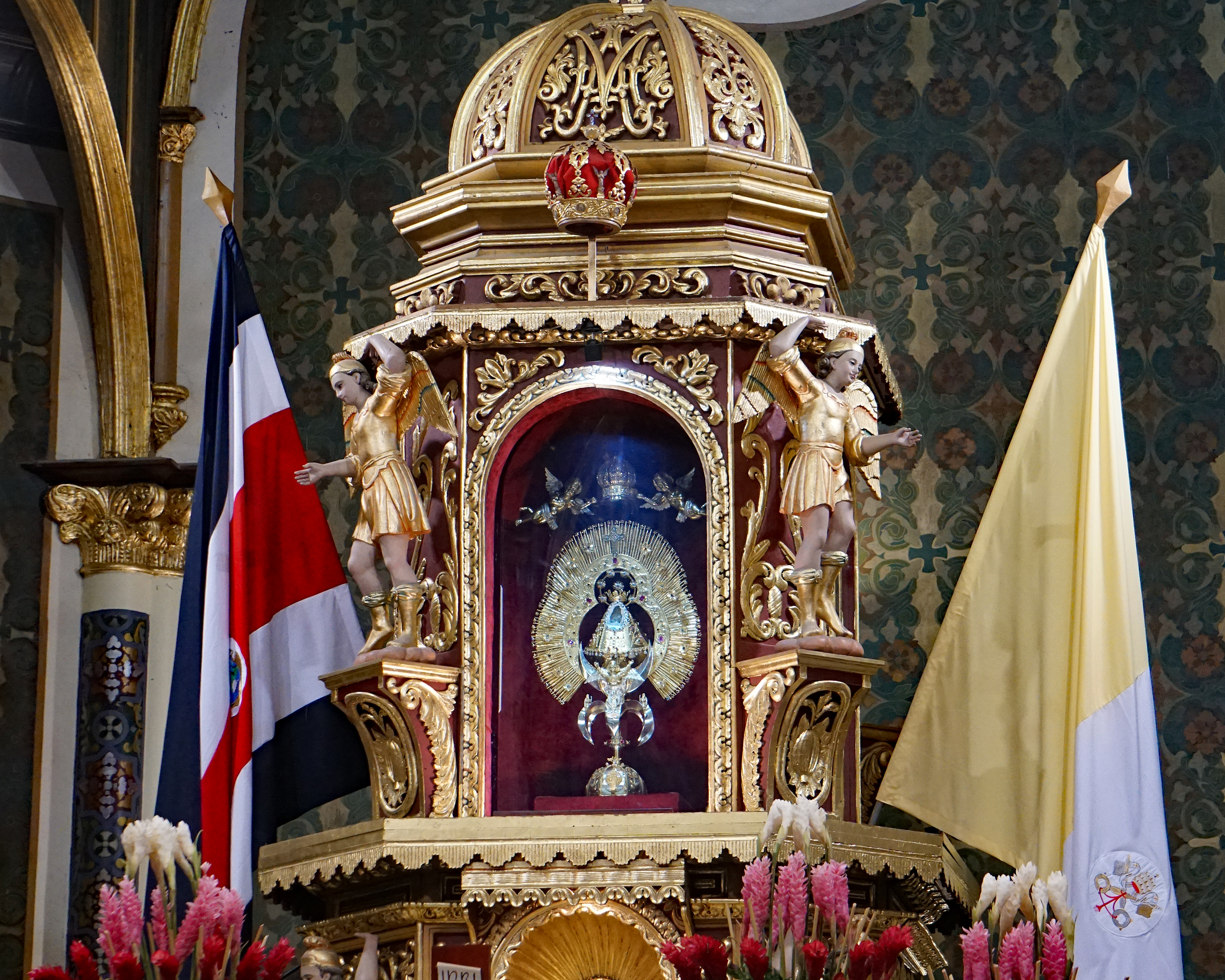
L'autel de la Vierge des Anges.
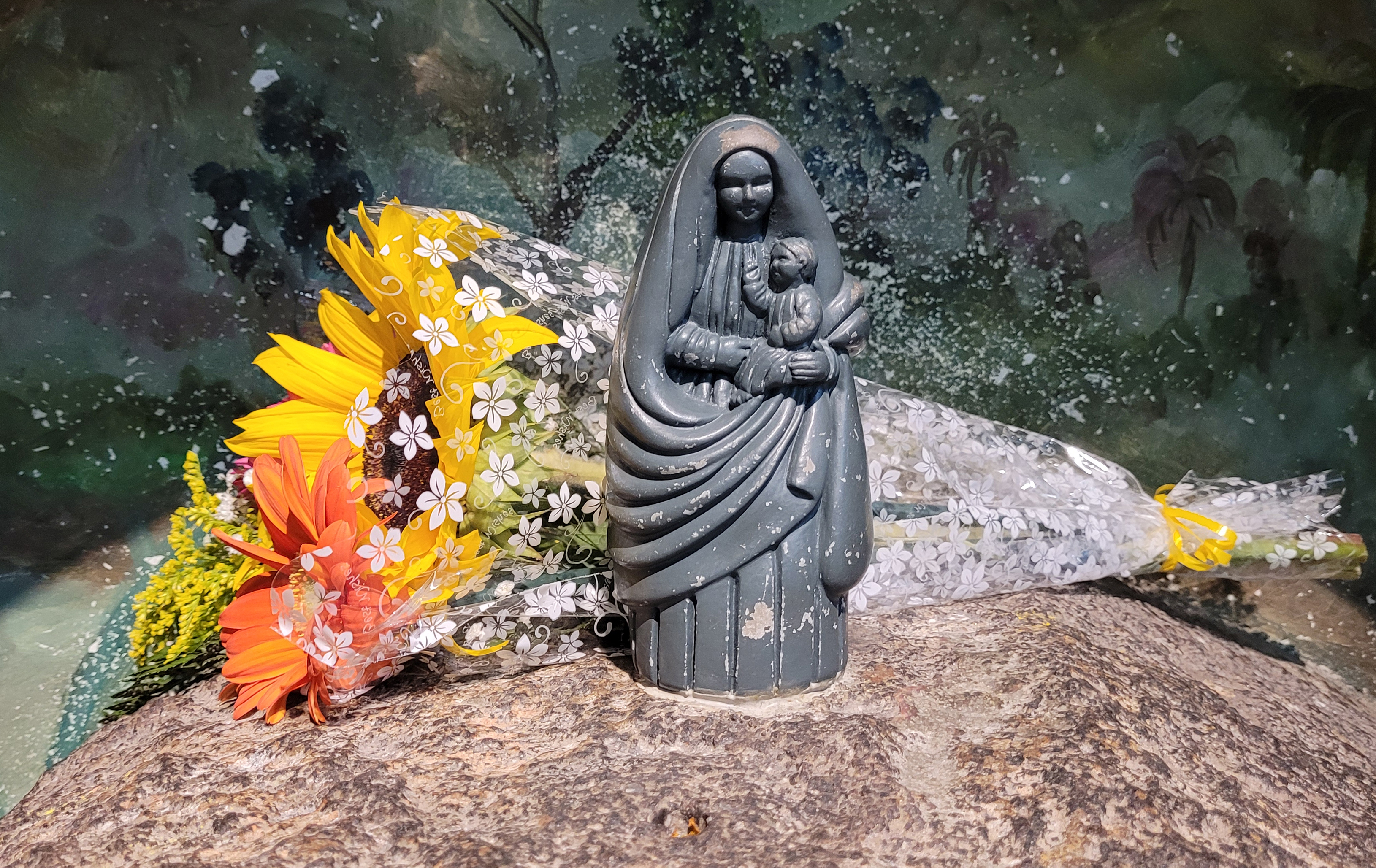
"La Negrita", surnom affectueux de la petite Vierge des Anges.

## Le pèlerinage
Des milliers de personnes viennent chaque année en pèlerinage à Cartago au début août, par reconnaissance ou pour demander des faveurs à la Vierge de Notre-Dame-des-Anges. À cette date et conformément à une tradition de la fin du XVIIIe siècle, sa statue est déplacée à la cathédrale de Cartago, située au centre de la ville, où elle demeure jusqu'au début du mois de septembre, lorsqu'elle est rendue à la basilique, avec une procession appelée le « passage de la Vierge des Anges ».